# Missilou Mangituka
Missilou Mangituka, né le 26 novembre 1976, est un footballeur de la république démocratique du Congo.

## Carrière
Il fait ses débuts en équipe nationale le 24 janvier 2000, dans un match opposant la  RD Congo à l'Algérie (0-0) . Il a participé, avec l' équipe nationale, à la Coupe d'Afrique des Nations 2000 . Il a fait un total de trois apparitions avec l' équipe nationale .